# Стробилюрус съедобный
Стробилю́рус съедо́бный, или шишколюб съедобный (лат. Strobilúrus esculéntus) — вид грибов рода Стробилюрус. Современное биноминальное название присвоено в 1962 году.

## Описание

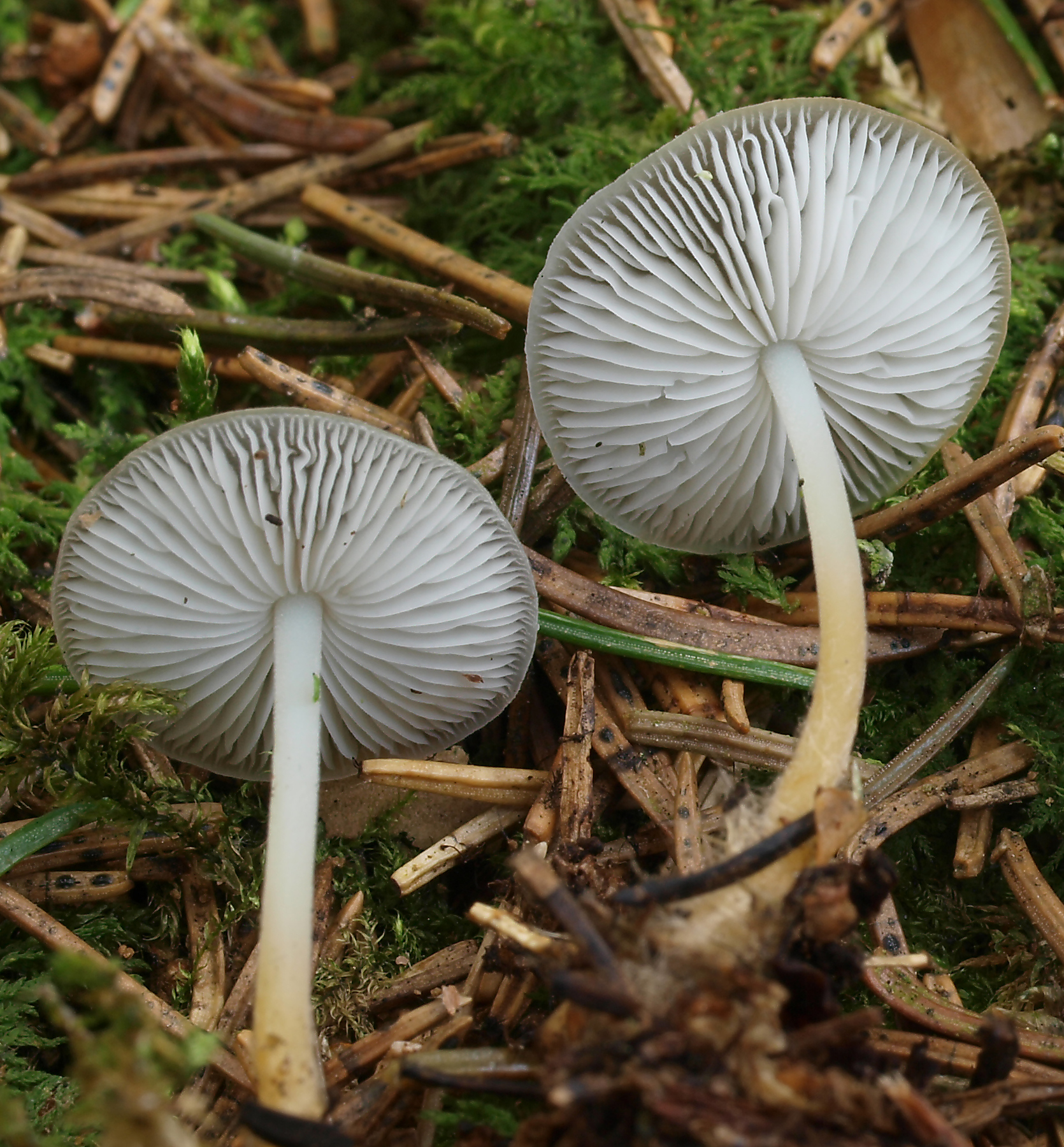

Шляпка — 0,8—2 см в диаметре, выпуклая, позже плоская, гладкая, с бугорком по центру. Цвет коричневый, выцветающий до палево-жёлтого; край шляпки светлее центра.
Пластинки частые, приросшие, белого или серого цвета.
Ножка тонкая, вытянутая, 3—5 см в высоту и 1—3 мм толщиной, более светлая вверху и более тёмная в нижней части. У основания хорошо заметны шерстистые тяжи.
Мякоть белая, плотная, со слегка острым запахом.
Споры удлинённо-эллипсоидальные, цистиды вытянуто-веретеновидные.

## Распространение и экология
Встречается в Европе, Средней Азии, на Дальнем Востоке, в Западной и Восточной Сибири, Австралии, Северной и Южной Америке.
В качестве субстрата предпочитает опавшие шишки хвойных пород.
Плодовые тела появляются после схода снега и до наступления тепла в апреле — мае. Как правило, встречаются большими группами.

## Схожие виды
Похож на Стробилюрус черенковый (Strobilurus tenacellus), отличием которого является более выпуклая шляпка жёлто-коричневого цвета.

## Пищевое значение
Съедобный гриб IV категории. Обладает горьковатым привкусом. В пищу употребляются обжаренные шляпки молодых грибов, после предварительного отваривания.